# Jagiellonia Białystok w sezonie 1958

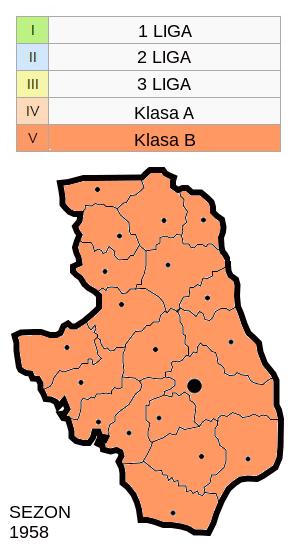
BOZPN

Jagiellonia Białystok wystartowała w rozgrywkach B klasy Białostockiego OZPN.

Decyzją władz Miejskiej Rady Narodowej, nadzór nad stadionem w Zwierzyńcu, który jak dotąd należał do Jagiellonii, został przekazany miastu. Klub mógł dalej korzystać z obiektów w Zwierzyńcu, ale nie posiadał swojej bazy sportowej i treningowej.

## V poziom rozgrywkowy - Klasa B
Jagiellonia zajęła 2 miejsce awansując do A klasy. 

## Tabela Klasy B, grupa I (Białostocki OZPN)
Tabela po I rundzie. 
| Lp. | Drużyna               | M | Z | R | P | Bramki | Bramki | Różn. | Pkt. | Uwagi |
| --- | --------------------- | - | - | - | - | ------ | ------ | ----- | ---- | ----- |
| 1   | Gwardia II Białystok  | 7 |   |   |   | 29     | 9      | +20   | 12   |       |
| 2   | Ognisko II Białystok  | 7 |   |   |   | 21     | 13     | +8    | 11   |       |
| 3   | Jagiellonia Białystok | 7 |   |   |   | 17     | 6      | +11   | 8    |       |
| 4   | Polonia Białystok     | 7 |   |   |   | 19     | 12     | +7    | 8    |       |
| 5   | Skra Czarna Wieś      | 7 |   |   |   | 21     | 16     | +5    | 6    |       |
| 6   | Polonia Starosielce   | 7 |   |   |   | 19     | 16     | +3    | 4    |       |
| 7   | Sokół II Sokółka      | 7 |   |   |   | 9      | 20     | -11   | 3    |       |
| 8   | LZS Turośń Kościelna  | 7 |   |   |   | 0      | 38     | -38   | 0    |       |

Tabela końcowa.
| Lp. | Drużyna               | M  | Z | R | P | Bramki | Bramki | Różn. | Pkt. | Uwagi       |
| --- | --------------------- | -- | - | - | - | ------ | ------ | ----- | ---- | ----------- |
| 1   | Gwardia II Białystok  | 14 |   |   |   |        |        |       | 22   | Awans kl.A  |
| 2   | Jagiellonia Białystok | 14 |   |   |   |        |        |       | 19   | Awans kl.A  |
| 3   | Polonia Białystok     | 14 |   |   |   |        |        |       | 16   |             |
| 4   | Ognisko II Białystok  | 14 |   |   |   |        |        |       | 15   |             |
| 5   | Skra Czarna Wieś      | 14 |   |   |   |        |        |       | 13   |             |
| 6   | Polonia Starosielce   | 14 |   |   |   |        |        |       | 8    |             |
| 7   | Sokół II Sokółka      | 14 |   |   |   |        |        |       | 5    |             |
| 8   | LZS Turośń Kościelna  | 14 |   |   |   |        |        |       | 0    | Spadek kl.C |

- LZS Turośń Kościelna wycofała się z rozgrywek po I rundzie, w II rundzie przyznawano walkowery.

## Mecze
| Mecze i wyniki | Mecze i wyniki | Mecze i wyniki    | Mecze i wyniki | Mecze i wyniki | Mecze i wyniki | Mecze i wyniki | Mecze i wyniki  | Poz w lidze. | Poz w lidze. | Poz w lidze. |
| Lp. | Data           | Rozgrywki         | F.             | D/W            | Przeciwnik     | Wynik          | Strzelcy bramek | M.           | P.           | Br.          |
| --- | -------------- | ----------------- | -------------- | -------------- | -------------- | -------------- | --------------- | ------------ | ------------ | ------------ |
| 1 271 |                | Klasa B - 1 kol.  | -              |                |                | b.d.           |                 |              |              |              |
| 2 272 |                | Klasa B - 2 kol.  | -              |                |                | b.d.           |                 |              |              |              |
| 3 273 |                | Klasa B - 3 kol.  | -              |                |                | b.d.           |                 |              |              |              |
| 4 274 |                | Klasa B - 4 kol.  | -              |                |                | b.d.           |                 |              |              |              |
| 5 275 |                | Klasa B - 5 kol.  | -              |                |                | b.d.           |                 |              |              |              |
| 6 276 |                | Klasa B - 6 kol.  | -              |                |                | b.d.           |                 |              |              |              |
| 7 277 |                | Klasa B - 7 kol.  | -              |                |                | b.d.           |                 |              |              |              |
| 8 278 |                | Klasa B - 8 kol.  | -              |                |                | b.d.           |                 |              |              |              |
| 9 279 |                | Klasa B - 9 kol.  | -              |                |                | b.d.           |                 |              |              |              |
| 10 280 |                | Klasa B - 10 kol. | -              |                |                | b.d.           |                 |              |              |              |
| 11 281 |                | Klasa B - 11 kol. | -              |                |                | b.d.           |                 |              |              |              |
| 12 282 |                | Klasa B - 12 kol. | -              |                |                | b.d.           |                 |              |              |              |
| 13 283 |                | Klasa B - 13 kol. | -              |                |                | b.d.           |                 |              |              |              |
| 14 284 |                | Klasa B - 14 kol. | -              |                |                | b.d.           |                 |              |              |              |
| - rozgrywki ligowe, - rozgrywki pucharu polski, - rozgrywki pucharu ligi, - rozgrywki ligi europejskiej, - mecze barażowe lub eliminacyjne, - inne. Liczba meczów w sezonie:1 2 (wszystkie mecze na najwyższym poziomie rozgrywkowym)3 (wszystkie mecze w rozgrywkach ligowych bez baraży) , Puchar Polski: 2 (mecze Pucharu Polski na szczeblu centralnym)3 (wszystkie mecze w Pucharze Polski) |                |                   |                |                |                |                |                 |              |              |              |

- Rozgrywki Pucharu Polski nie były przeprowadzone.